# Martin Kayenburg

Martin Kayenburg (2007)

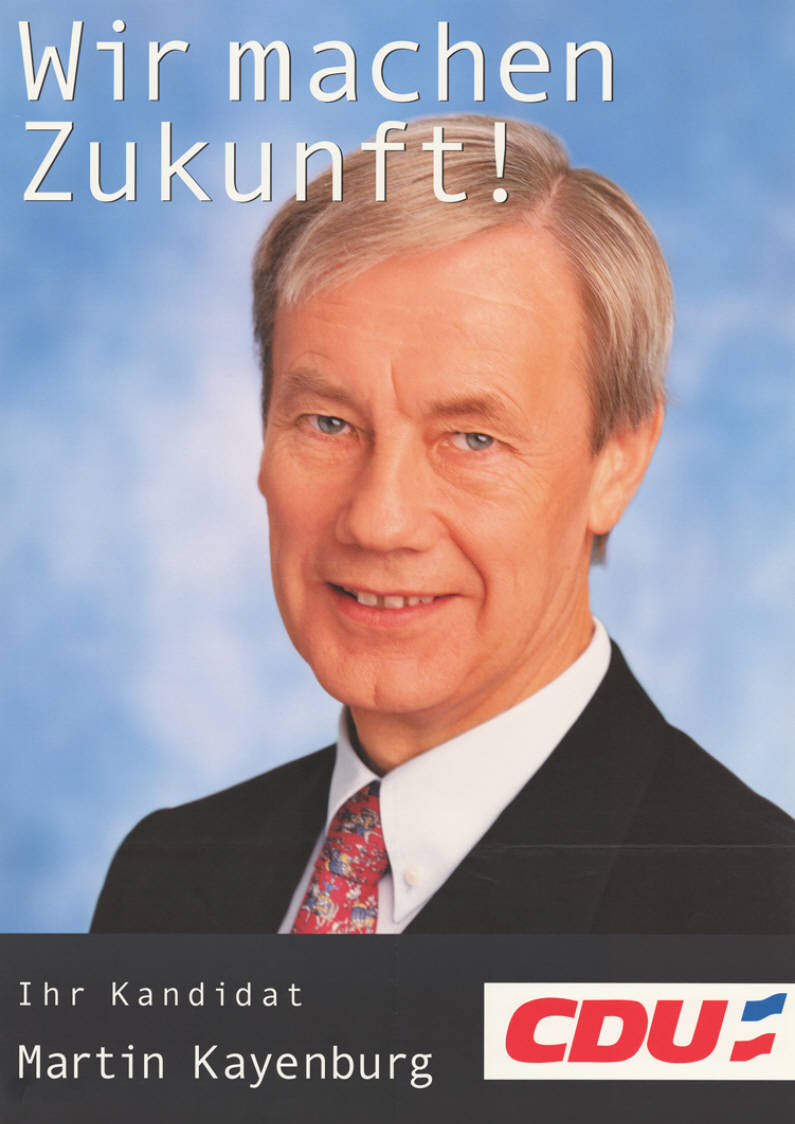
Martin Kayenburg auf einem Landtagswahlplakat 2000

Martin Kayenburg (* 18. Januar 1940 in Bochum) ist ein deutscher Unternehmensleiter und Politiker (CDU). Er war von 2005 bis 2009 Präsident des Landtages von Schleswig-Holstein.

## Ausbildung und Beruf
Nach dem Abitur 1961 am Albertus-Magnus-Gymnasium in Beckum absolvierte Kayenburg ein Studium der Betriebswirtschaftslehre, welches er als Diplom-Kaufmann beendete. Danach war er ab 1966 als Assistent im Institut für Wirtschaft und Sozialgeschichte der Universität Münster tätig. 1970 wechselte er als Mitarbeiter in die Geschäftsführung beim Arbeitgeberverband Nordwestdeutscher Zement- und Kalkwerke e. V. in Beckum. 1974 trat er in die Alsen-Breitenburg Zement- und Kalkwerke GmbH ein. Er war zunächst Assistent der Werksdirektion in Itzehoe und Lägerdorf, ab 1980 kaufmännischer Werksleiter und Prokurist und schließlich bis 2003 Direktor für Personalwesen der Alsen AG.
Martin Kayenburg ist verheiratet.

## Abgeordneter
Martin Kayenburg war von 1992 bis 2009 Mitglied des Landtages von Schleswig-Holstein. Von 1997 bis 2005 war er hier Vorsitzender der CDU-Fraktion und damit auch Oppositionsführer. Am 17. März 2005 wurde er zum Landtagspräsidenten gewählt.
Martin Kayenburg zog 2005 als direkt gewählter Abgeordneter des Wahlkreises Steinburg-Ost und davor stets über die Landesliste in den Landtag ein. Bei der Landtagswahl 2005 erhielt er in seinem Wahlkreis 44,7 % der Erststimmen. Zur Landtagswahl 2009 trat Martin Kayenburg nicht mehr an.

## Ehrungen
- 1998: Bundesverdienstkreuz am Bande
- 2019: Bundesverdienstkreuz 1. Klasse[1]

## Sonstiges
Seit 1961 ist er Mitglied der katholischen Studentenverbindung AV Alsatia Münster im CV. Seit 2017 ist Martin Kayenburg Präsident des Arbeiter-Samariter-Bundes Landesverband Schleswig-Holstein e. V.